# Cascate Sivasamudram

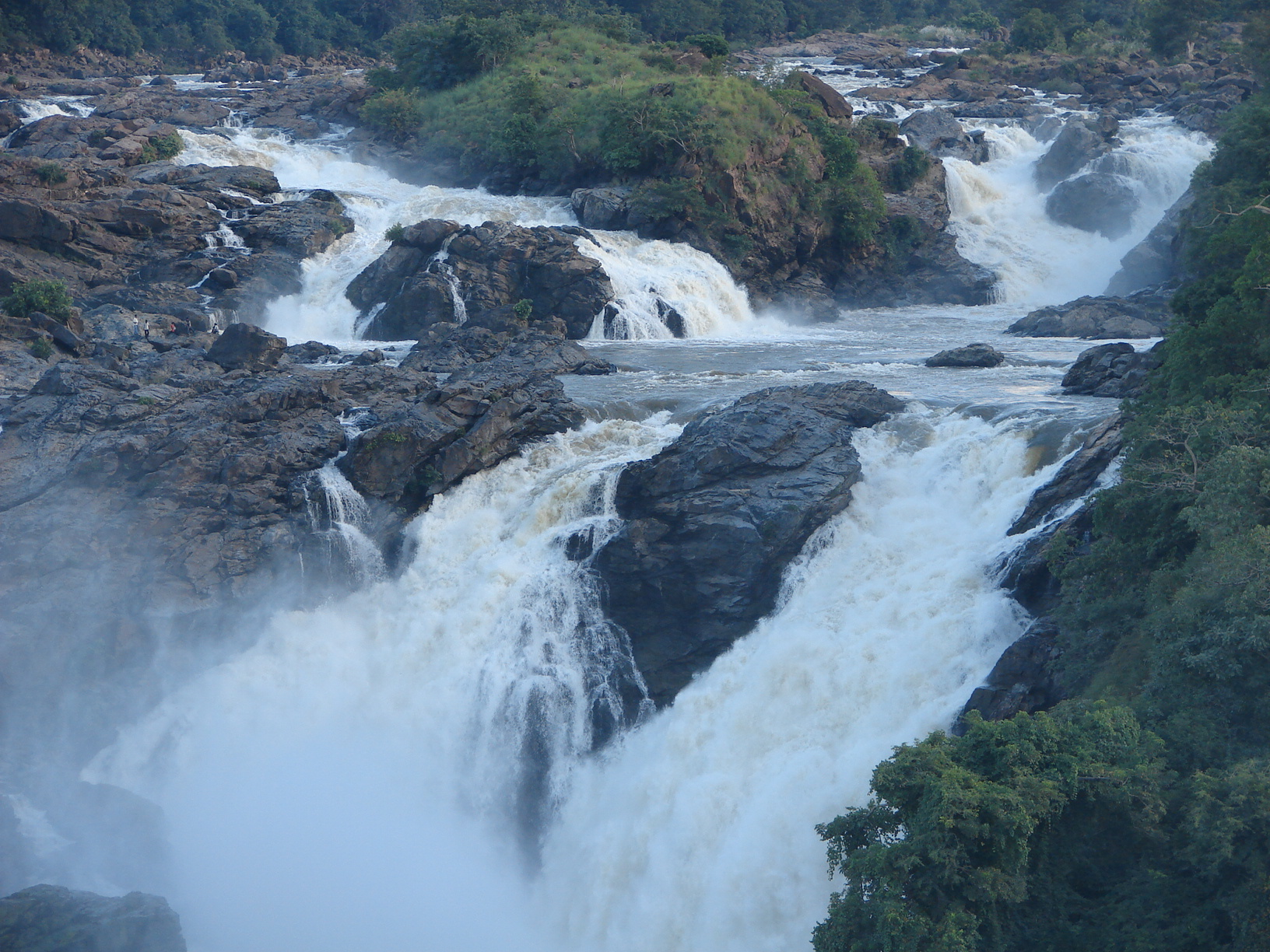
Cascate Sivasamudram.

Le cascate Shivanasamudra  sono la seconda cascata più grande dell'India e la sedicesima nel mondo.
È situata a 27 km da Somanathapura e 80 km da Mysore e a 120 km da Bangalore nel distretto di Mysore
nello stato del Karnataka (India).